# Deneb Algedi
Deneb Algedi o Scheddi (δ Capricorni / δ Cap / 49 Capricorni) es la estrella más brillante de la constelación de Capricornio con magnitud aparente +2,81. Se encuentra a sólo 38,6 años luz del sistema solar.

## Nombre
El nombre de Deneb Algedi proviene del árabe ذنب الجدي, ðanab[u] al-jadiyy, que significa «la cola de la cabra», indicando su posición en la constelación.
El mismo origen tiene la denominación alternativa Scheddi, como aparece en algunas listas de estrellas, nombre igualmente utilizado para designar a Nashira (γ Capricorni). Junto a esta última era conocida por los antiguos árabes como Al Sa'd al Nashirah, «la afortunda» o «la que trae mareas propicias».

## Características físicas
Deneb Algedi es una estrella blanca de tipo espectral A5-A7 con una temperatura de 7700 K. De difícil clasificación, ha sido catalogada indistintamente como gigante, subgigante o como estrella de la secuencia principal, aunque lo más probable es que se encuentre en las últimas fases de la fusión de hidrógeno.
Es una estrella con líneas metálicas (Am) —su espectro presenta líneas de absorción fuertes de algunos metales y débiles de otros, como calcio—, siendo una de las más brillantes dentro de este grupo.
8,5 veces más luminosa que el Sol, tiene, sin embargo, una compañera de tipo desconocido, siendo una binaria espectroscópica y una variable eclipsante.
La magnitud respectiva de cada componente es +3,2 y +5,2, estando separadas 0,0018 segundos de arco.
Ambas estrellas completan una órbita alrededor del centro de masas común cada 1,0228 días, produciéndose una disminución de brillo de 0,2 magnitudes durante el eclipse. Por último, se sospecha que Deneb Algedi es, por sí misma, una variable intrínseca del tipo Delta Scuti.
Se piensa que otras dos estrellas pueden estar relacionadas con el par anterior. Deneb Algedi B —de magnitud 16— está visualmente a 1 minuto de arco, mientras que Deneb Algedi C —de magnitud 13— está a 42 segundos de arco.